# Acrocirridae
Acrocirridae (лат.) — семейство кольчатых червей отряда Terebellida из подкласса Sedentaria класса многощетинковых.

## Описание
Небольшие нитевидные или личинкоподобные многощетинковые черви. Виды акроциррид обычно небольшие, их длина варьирует от менее 10 мм до около 66 мм у австралийского вида Acrocirrus aciculigerus. Виды Macrochaeta, по-видимому, значительно меньше, чем виды Acrocirrus. В области головы обычно имеется пара пальп и передняя пара бранхий. Параподии редуцированы, хеты выходят из стенок тела. Нотохеты сегментированные и шиповатые; нейрохеты сложные.
Обитают в мягких отложениях на дне. Акроцирриды встречаются по всему миру в мягких отложениях, от тропических регионов до Антарктического континента и от приливно-отливной зоны до глубин 5000 м; приливно-отливные виды могут встречаться под камнями.
Акроцирриды - преимущественно бентосные (обитающие на морском дне) животные, но по крайней мере два рода (Swima и Teuthidodrilus), по-видимому, эволюционировали или адаптировались к пелагическому (свободно плавающему) образу жизни и среде обитания.

## Систематика
Известно 10 родов и около 40 видов. Семейство Acrocirridae было впервые образовано в 1969 году. Акроцирриды — малоизученная группа, которая, по-видимому, больше всего похожа на флабеллигерид по строению эпидермальных папилл и сложных крючков. Acrocirridae, Flabelligeridae и Cirratulidae образуют кладу внутри Terebellida.
- Род Acrocirrus Grube, 1873
  - Acrocirrus aciculigerus Kudenov, 1976[10]
  - Acrocirrus bansei Magalhães & Bailey-Brock, 2012[11]
  - Acrocirrus columbianus Banse, 1979
  - Acrocirrus crassifilis Moore, 1923
  - Acrocirrus frontifilis (Grube, 1860)
  - Acrocirrus heterochaetus Annenkova, 1934
  - Acrocirrus incisa Kudenov, 1975
  - Acrocirrus muroranensis Okuda, 1934
  - Acrocirrus occipitalis Banse, 1979
  - Acrocirrus okotensis Imajima, 1963
  - Acrocirrus trisectusAcrocirrus trisectus Banse, 1969
  - Acrocirrus uchidai Okuda, 1934

Acrocirrus trisectus

  - Acrocirrus validus Marenzeller, 1879
- Род Actaedrilus Jimi, Fujimoto & Imura, 2020[12]
  - Actaedrilus polyonyx (Eliason, 1962)
  - Actaedrilus yanbarensis Jimi, Fujimoto & Imura, 2020
- Род Chauvinelia Laubier, 1974
  - Chauvinelia arctica Averincev, 1980
  - Chauvinelia biscayensis Laubier, 1974
- Род Flabelligella Hartman, 1965
  - Flabelligella macrochaeta (Fauchald, 1972)
  - Flabelligella mexicana Fauchald, 1972
  - Flabelligella minuta Hartman, 1965
  - Flabelligella papillata Hartman, 1965
- Род Flabelligena Gillet, 2001
  - Flabelligena amoureuxi Gillet, 2001
  - Flabelligena biscayensis (Kolmer, 1985)
  - Flabelligena cirrata (Hartman & Fauchald, 1971)
  - Flabelligena erratica (Orensanz, 1974)
  - Flabelligena gascognensis Aguirrezabalaga & Ceberio, 2006
  - Flabelligena mediterranea (Kolmer, 1985)
- Род Flabelliseta Hartman, 1978
  - Flabelliseta incrusta Hartman, 1978
- Род Helmetophorus Hartman, 1978
  - Helmetophorus rankini Hartman, 1978
- Род Macrochaeta Grube, 1850 
  - Macrochaeta australiensis Kudenov, 1976
  - Macrochaeta bansei Hartmann-Schröder, 1974
  - Macrochaeta clavicornis (M. Sars, 1835)
  - Macrochaeta helgolandica Friedrich, 1937
  - Macrochaeta leidyi (Verrill, 1882)
  - Macrochaeta multipapillata Westheide, 1981
  - Macrochaeta natalensis Hartmann-Schröder, 1996
  - Macrochaeta papillosa Ehlers, 1913
  - Macrochaeta pege Banse, 1969
  - Macrochaeta polyonyx Eliason, 1962
  - Macrochaeta sexoculata (Webster & Benedict, 1887)
  - Macrochaeta westheidei Santos & Silva, 1993
- Род Swima Osborn, Haddock, Pleijel, Madin & Rouse, 2009[13]
  - Swima bombiviridis Osborn, Haddock, Pleijel, Madin & Rouse, 2009
  - Swima fulgida Osborn, Haddock & Rouse, 2011
  - Swima tawitawiensis Osborn, Haddock & Rouse, 2011[14]
- Род Teuthidodrilus Osborn, Madin & Rouse, 2011[6]
  - Teuthidodrilus samae Osborn, Madin & Rouse, 2011